# W. M. Keck Foundation
Die W. M. Keck Foundation ist eine amerikanische Stiftung. Sie wurde 1954 in Los Angeles von William Myron Keck gegründet. Sie unterstützt wissenschaftliche Großprojekte. So geht zum Beispiel das Keck-Observatorium auf eine Spende dieser Stiftung zurück.